# Utetheisa arcuata
Utetheisa arcuata là một loài bướm đêm thuộc phân họ Arctiinae, họ Erebidae.